# 正當防衛系列
《正当防卫》是雪崩工作室开发的动作冒险游戏系列。系列有《正当防卫》、《正当防卫2》、《正当防卫3》和《正当防卫4》四款已发售游戏。系列采用开放世界，并设定于热带环境。
遊戲就是讓玩家扮演一位身懷絕技的美國特工瑞可·羅德里格茲（Rico Rodriguez），闖進極權國家推翻企圖破壞世界和平的獨裁者而戰。
系列名称源自与现实中美国入侵巴拿马的代号“正义之师作战”（Operation Just Cause）。

## 游戏
- 正当防卫（2006）
- 正当防卫2（2010）
- 正当防卫3（2015）
- 正当防卫4（2018）